# Paraná
Paraná (Kurzzeichen PR; amtlich portugiesisch Estado do Paraná) ist ein Bundesstaat in der Südregion von Brasilien. Er gliedert sich in sechs Hauptregionen mit 399 Munizipien (Gemeinden).

## Geographie
Die Fläche beträgt rund 199.308 km², die Bevölkerungszahl wurde zum 1. Juli 2021 auf 11.597.484 Einwohner geschätzt. Die Bevölkerungsdichte lag 2010 bei rund 52 Menschen pro Quadratkilometer.
Der Bundesstaat grenzt im Westen an Argentinien (Provinz Misiones) und Paraguay (Departamentos Canindeyú und Alto Paraná). Im Osten wird Paraná durch den Atlantik begrenzt, im Norden durch die brasilianischen Bundesstaaten Mato Grosso do Sul und São Paulo, im Süden durch den Bundesstaat Santa Catarina. Benannt ist er nach dem Fluss Paraná, der seine Westgrenze bildet.
Die Hauptstadt ist Curitiba. Sie hat sich selbst den Beinamen „Hauptstadt der Ökologie“ gegeben und ist bekannt durch ein vorbildliches öffentliches Nahverkehrssystem.
Weitere Städte in Paraná sind Londrina, Maringá, Ponta Grossa, Cascavel, und Foz do Iguaçu. Die berühmten Wasserfälle des Iguaçu liegen ebenfalls auf dem Territorium dieses Bundesstaates.

## Geschichte und Kultur

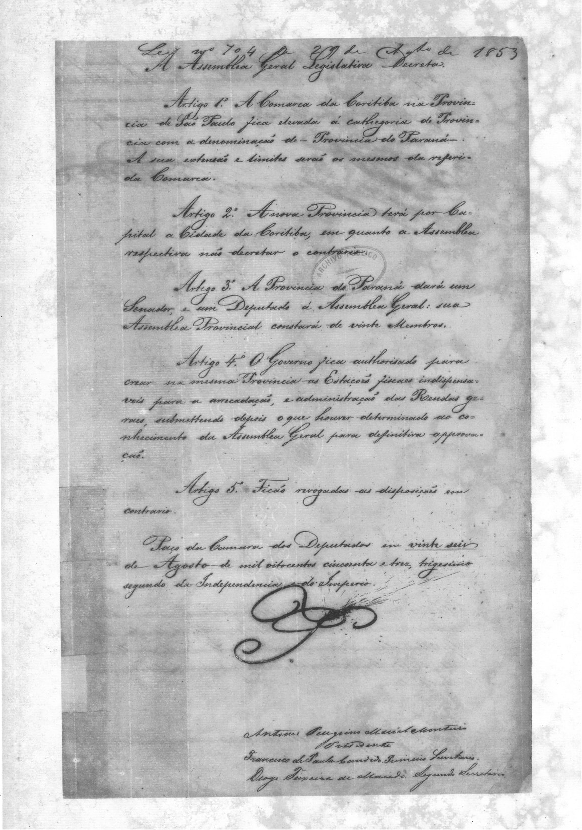
Faksimile: „Lei Imperial nº 704 de 26 de agosto de 1853“, das die Autonomie Paranás bewirkte.

Bereits 1811 hatte es Autonomiebestrebungen der damaligen Comarca de Coritiba gegeben, ab 1843 fanden Parlamentsdebatten statt, es dauerte jedoch noch 10 Jahre, bis die ehemalige 5. Comarca als Provinz Paraná aus der Provinz São Paulo durch Dekret Nr. 704 vom 26. August 1853 ausgegliedert wurde und die Grundlage des Territoriums des heutigen Bundesstaats bildete.
In der Comarca und der Provinz siedelten im 19. Jahrhundert zahlreiche Einwanderer aus Italien, Polen, Deutschland, Russland und der Ukraine, die sich zunächst in den küstennahen Bereichen niedergelassen hatten und weiter in das Hinterland vorstießen.
Mythen der indigenen Bevölkerung sind nicht überliefert; sie wurden aus anderen Regionen adaptiert. Afrobrasilianische Einflüsse sind nur gering vorhanden.

## Politik
Bei den Gouverneurswahlen in Brasilien 2018 für die Exekutive wurde Carlos Roberto Massa Júnior, bekannt als Ratinho Júnior, des PSD für die Amtszeit von 2019 bis 2023 zum 57. Gouverneur gewählt. Bei der Gouverneurswahl in Paraná 2022 wurde Ratinho mit 4.243.292 oder 69,64 % der gültigen Stimmen für die Amtszeit von 2023 bis 2027 wiedergewählt.
Die Legislative wird von 54 gewählten Abgeordneten in der Legislativversammlung von Paraná ausgeübt. Der Staat entsendet 30 Bundesabgeordnete in die Abgeordnetenkammer und drei Bundessenatoren in den Bundessenat des Nationalkongresses.
Die Judikative liegt beim obersten Gericht Tribunal de Justiça do Estado do Paraná.

## Städte
Die zehn bevölkerungsreichsten Städte der 399 municípios Paranás sind laut Volkszählung 2010 des IBGE mit Schätzungen der Einwohnerzahlen zum 1. Juli 2018:
| #  | Munizip              | Gemeinde- code | Einwohner Zensus 2010 | Schätzung 2018 |  |
| -- | -------------------- | -------------- | --------------------- | -------------- |  |
| 01 | Curitiba             | 4106902        | 1.751.907             | 1.917.185 ▲    |  |
| 02 | Londrina             | 4113700        | 506.701               | 563.943 ▲      |  |
| 03 | Maringá              | 4115200        | 357.077               | 417.010 ▲      |  |
| 04 | Ponta Grossa         | 4119905        | 311.611               | 348.043 ▲      |  |
| 05 | Cascavel             | 4104808        | 286.205               | 324.476 ▲      |  |
| 06 | São José dos Pinhais | 4125506        | 264.210               | 317.476 ▲      |  |
| 07 | Foz do Iguaçu        | 4108304        | 256.088               | 258.823 ▲      |  |
| 08 | Colombo              | 4105805        | 212.967               | 240.840 ▲      |  |
| 09 | Guarapuava           | 4109401        | 167.328               | 180.334 ▲      |  |
| 10 | Paranaguá            | 4118204        | 140.469               | 153.666 ▲      |  |

## Bevölkerungsentwicklung ab 1872
Quelle: IBGE (Angabe für 2021 ist lediglich eine Schätzung).

## Bevölkerungsdichte

Bevölkerungsdichte in Paraná.

| 0–25 Ew./km² 25–50 Ew./km² 50–100 Ew./km² 100–150 Ew./km² 150–200 Ew./km² | 200–300 Ew./km² 300–400 Ew./km² 400–500 Ew./km² > 500 Ew./km² |

## Ethnische Gruppen
Weiße machen in etwa 79 % der Bevölkerung aus. Die weiße Bevölkerung kam zum Großteil aus europäischen Ländern als Immigranten zu Beginn des 19. Jahrhunderts, meist aus Portugal, Polen, Italien, Deutschland und Ukraine nach Paraná. Anfang des 20. Jahrhunderts folgten Immigranten aus Japan, Libanon und aus Syrien.

## Religion
Die katholische Kirche in Paraná besteht aus den lateinischen Kirchenprovinzen
- Curitiba (Erzbistum Curitiba, Bistümer Ponta Grossa, Paranaguá, São José dos Pinhais, União da Vitória und Guarapuava),
- Londrina (Erzbistum Londrina, Bistümer Jacarezinho, Cornélio Procópio und Apucarana),
- Maringá (Erzbistum Maringá, Bistümer Campo Mourão, Umuarama und Paranavaí) und
- Cascavel (Erzbistum Cascavel, Bistümer Foz do Iguaçu, Toledo und Palmas-Francisco Beltrão)

sowie aus der ukrainischen Erzeparchie São João Batista em Curitiba und der ukrainischen Eparchie Imaculada Conceição in Prudentópolis, die allesamt in der Region Sul 2 der Brasilianischen Bischofskonferenz zusammengefasst sind.

## Wirtschaft und Landwirtschaft
In Paraná haben zahlreiche Automobilhersteller Produktionswerke errichtet.
Der Bundesstaat verfügt mit den sogenannten Terras Roxas über sehr fruchtbare Böden, gilt als Brasiliens wichtigster Agrarproduzent und liefert Mais, Baumwolle, Weizen, Soja, Reis, Erdnüsse und Bohnen. Schweine- und Geflügelzucht sind, wie in den beiden südlichen Nachbarbundesstaaten Santa Catarina und Rio Grande do Sul, in Paraná ebenfalls vertreten.

## Bildergalerie

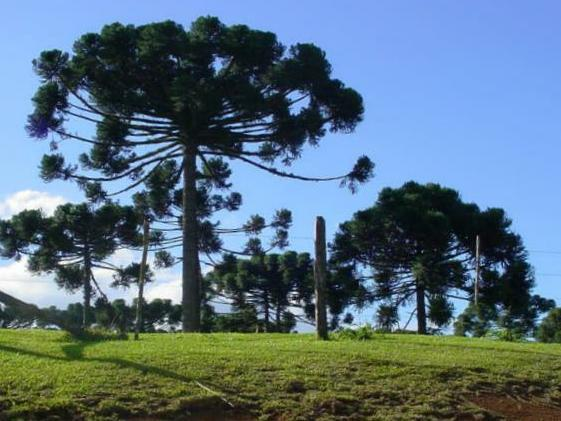
Pinheiros („Brasilkiefer“) – die in Paraná waldbildende Araukarie
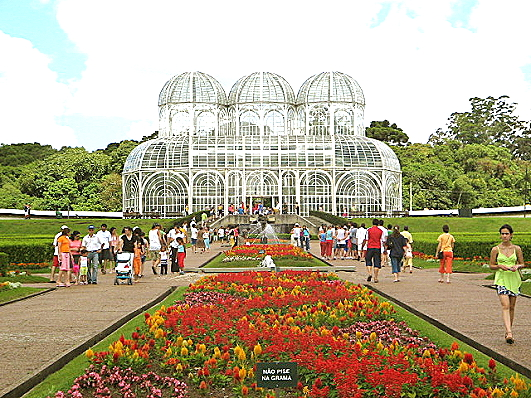
Botanischer Garten in Curitiba
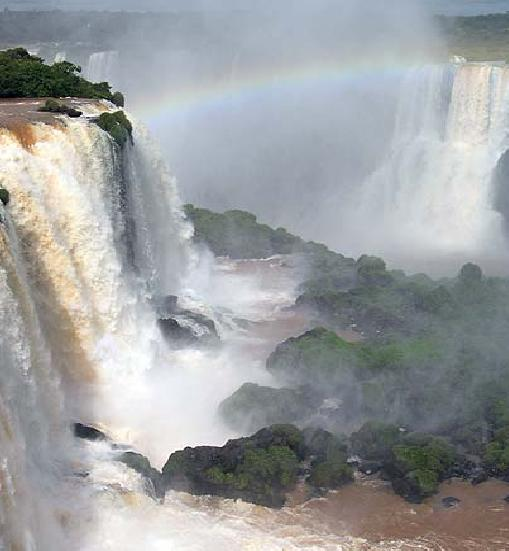
Wasserfälle bei Iguaçu
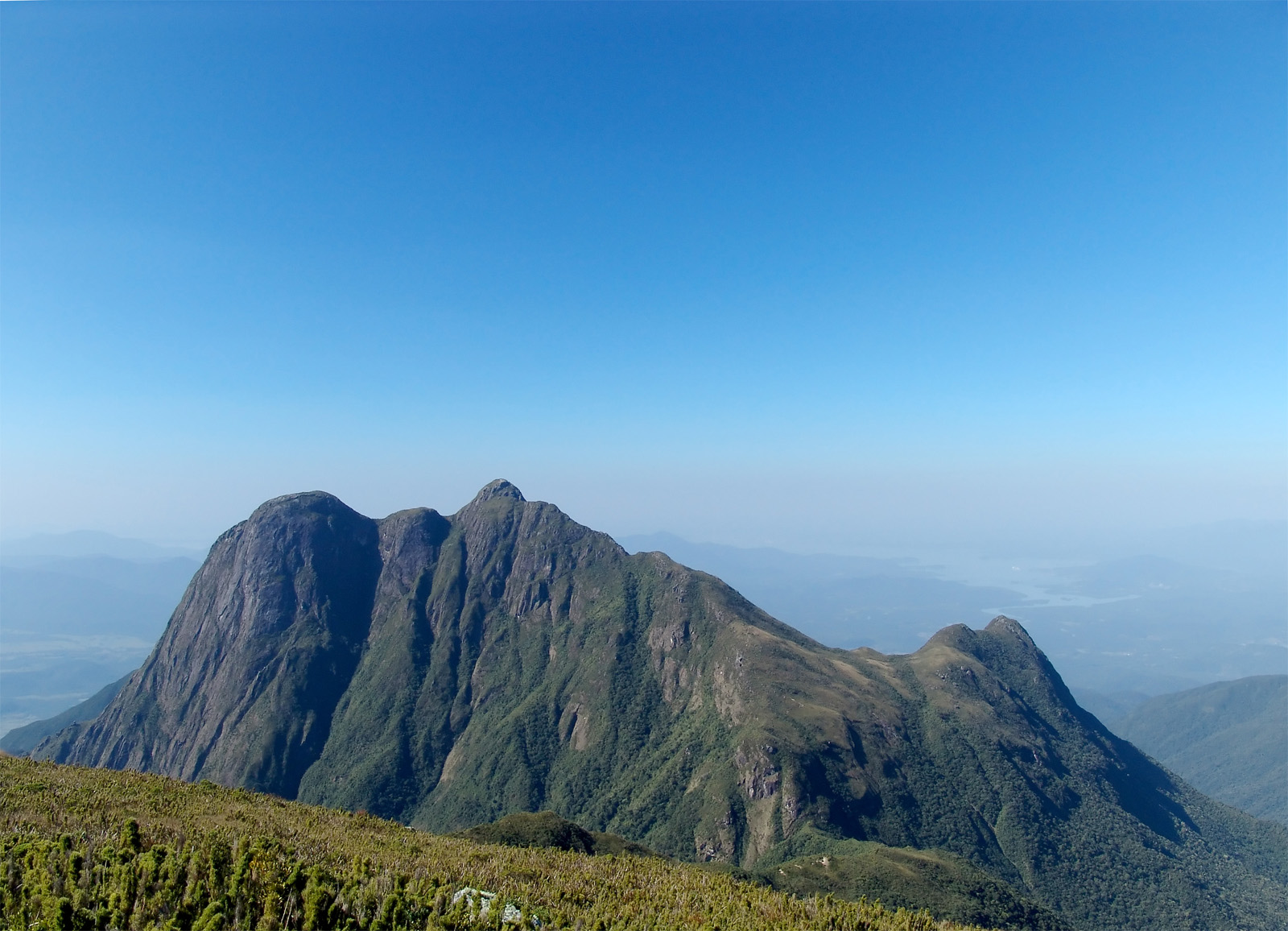
Blick vom Caratuva auf den Pico Paraná (Juli 2006)
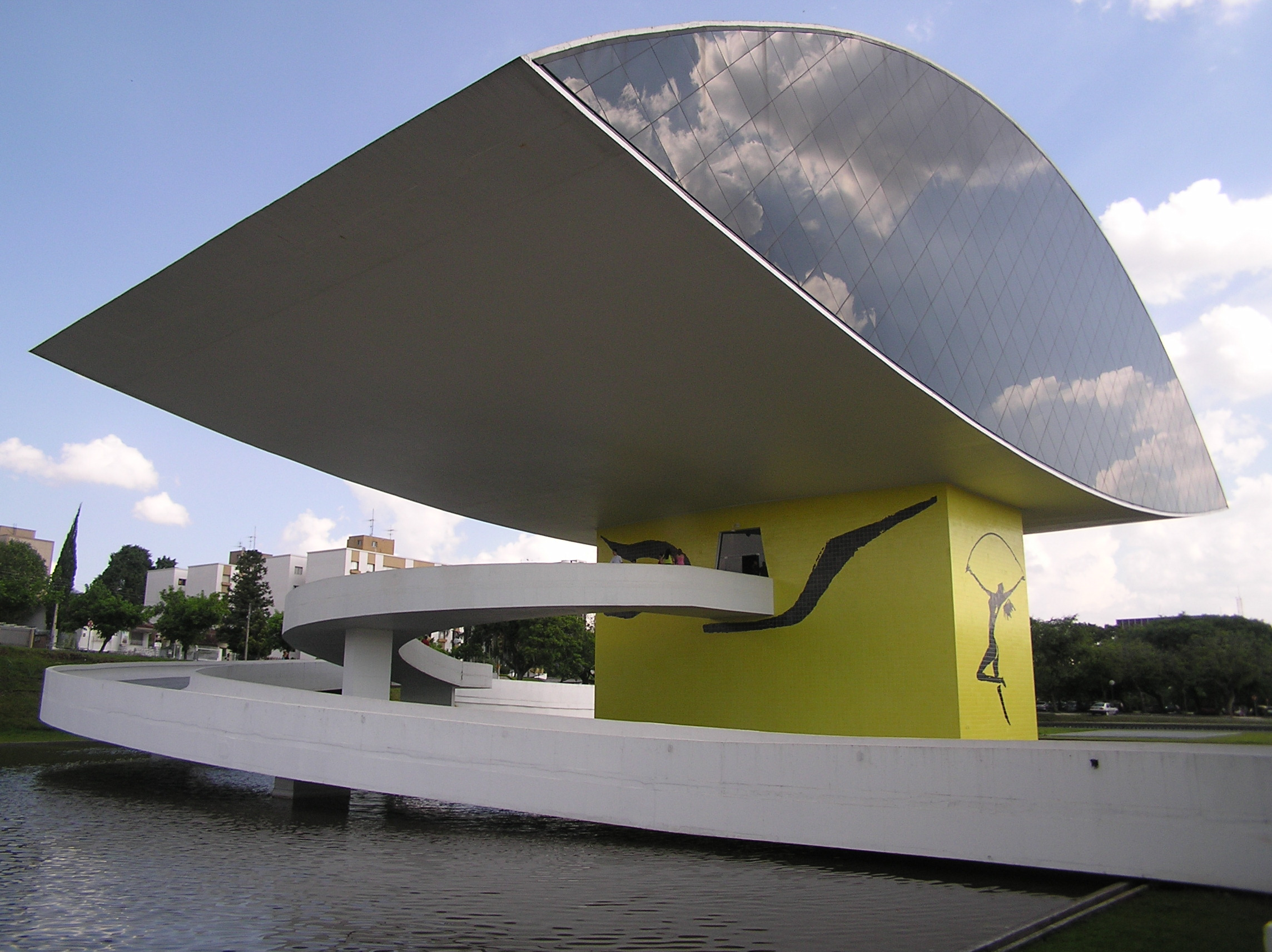
Museum Oscar Niemeyer
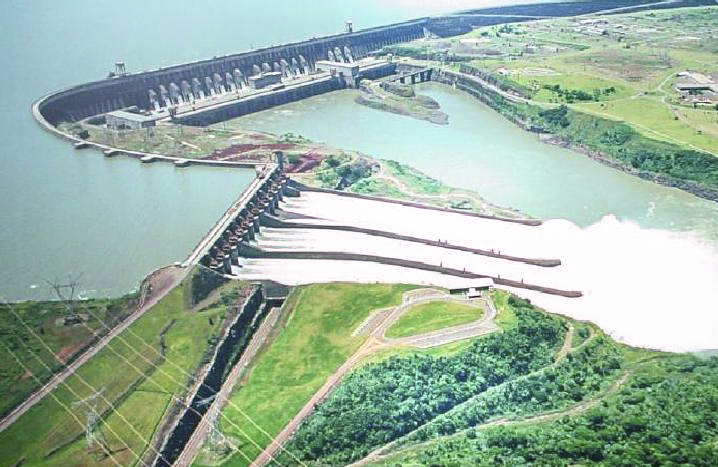
Zweitgrößtes Wasserkraftwerk der Welt bei Itaipú
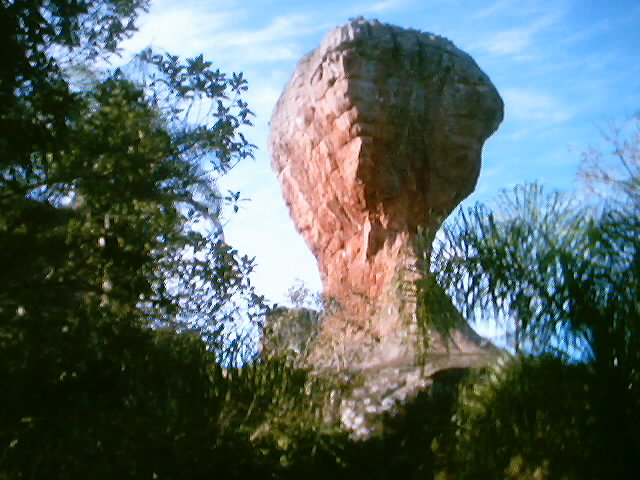
Bizarre Formation in der Felsenlandschaft von Vila Velha
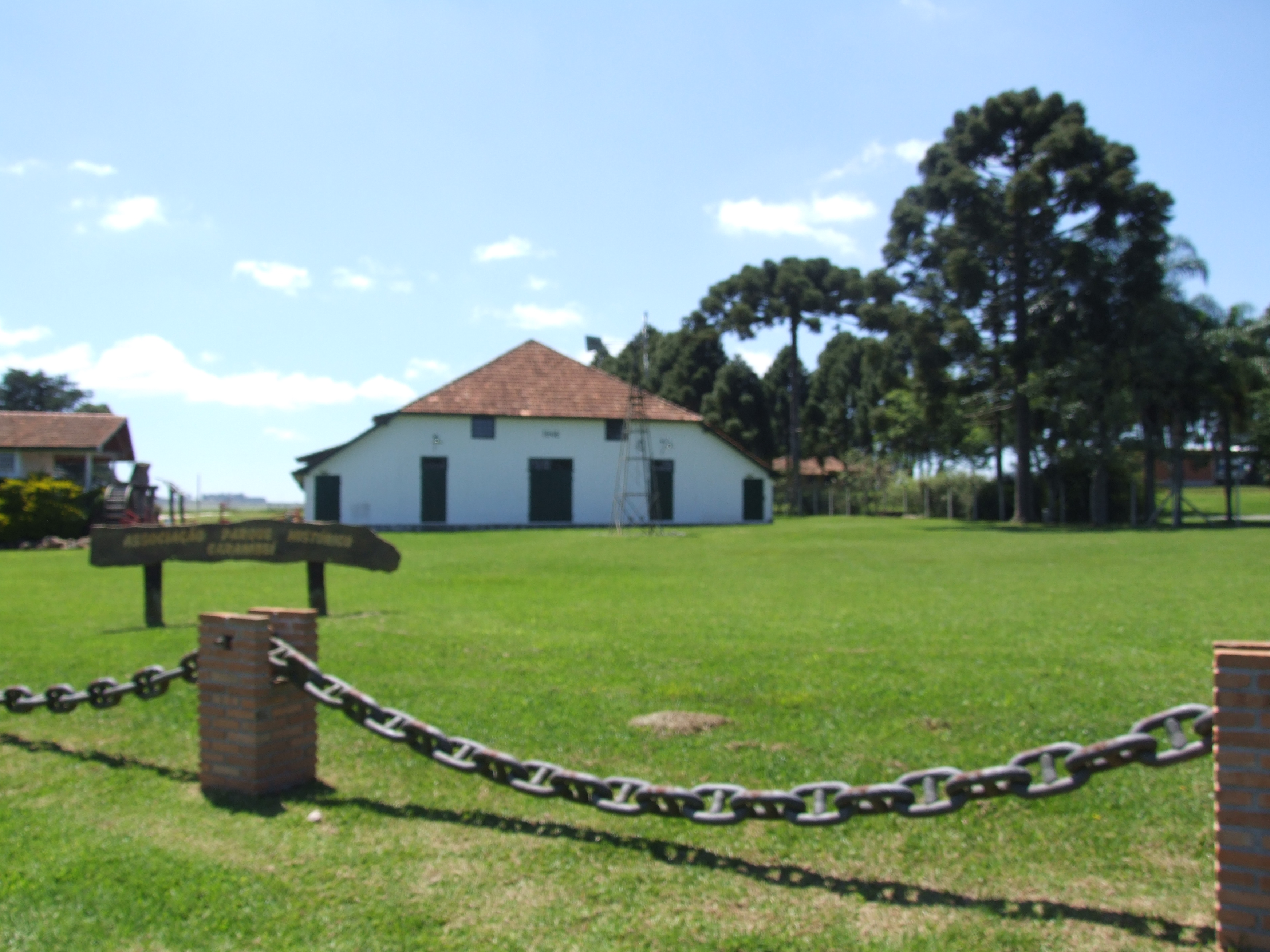
Niederländische Bauweise bei Carambeí, Paraná
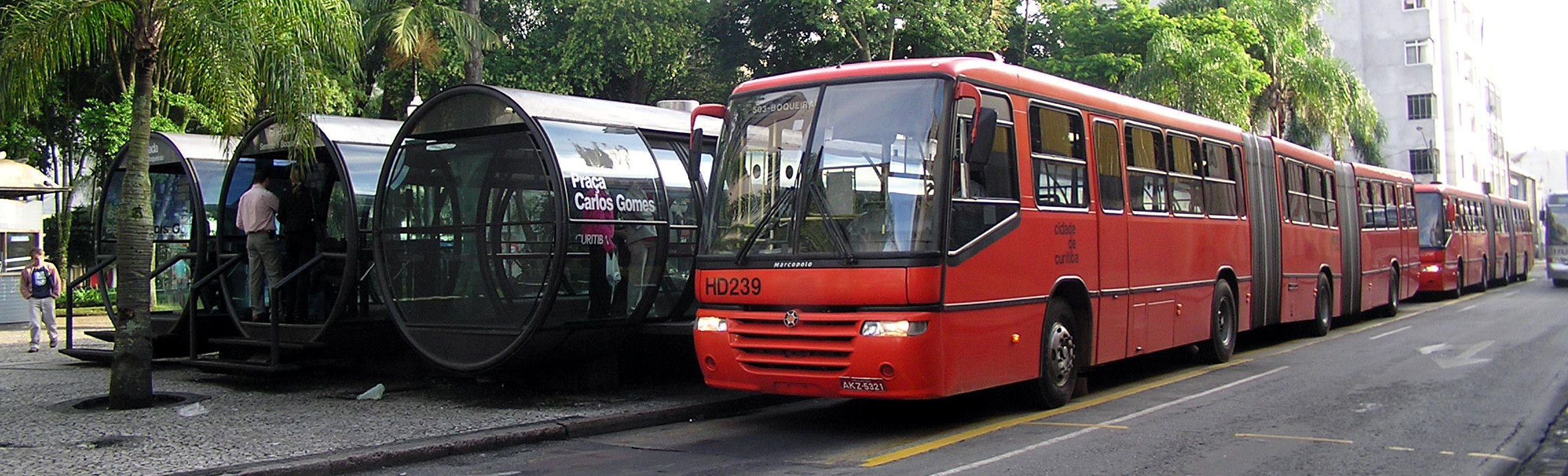
Bushaltestelle des Rede Integrada de Transporte in Curitiba
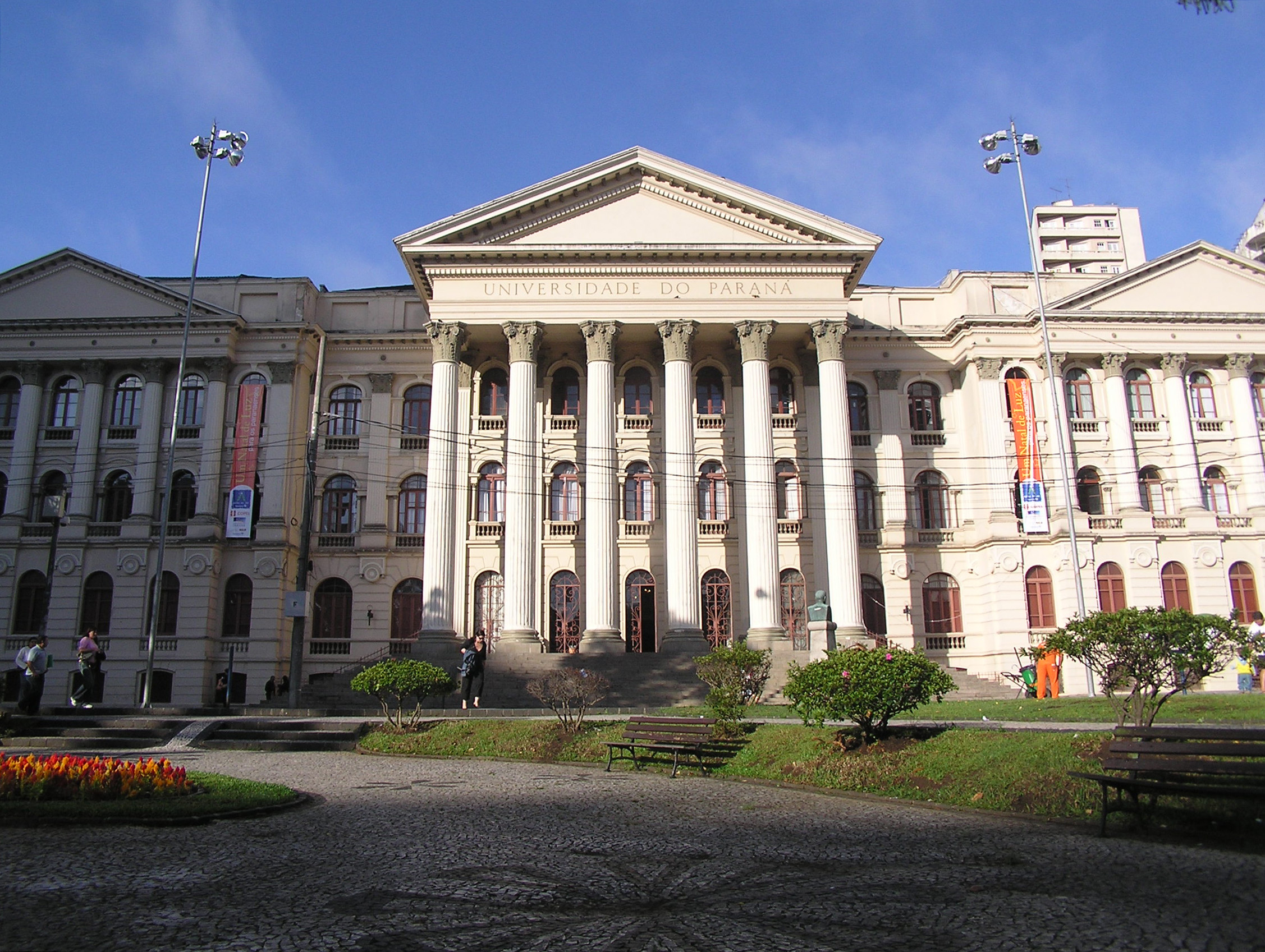
Die 1912 gegründete Universidade Federal do Paraná (UFPR) ist die älteste Universität Brasiliens
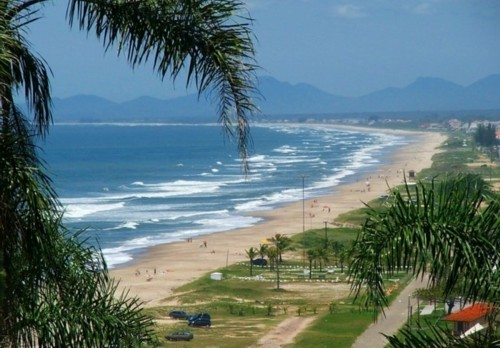
Praia do Brejatuba in Guaratuba
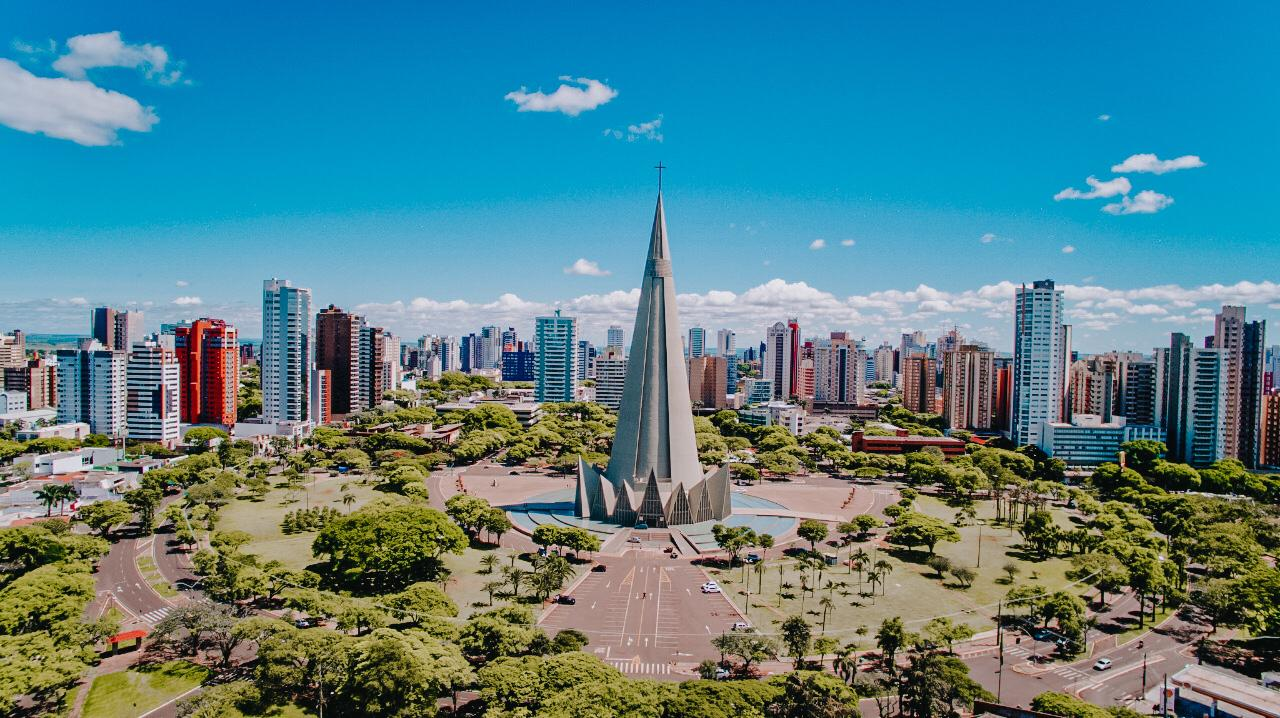
Kathedrale von Maringá im Stadtzentrum